# Kotava nyelv

A kotava nyelv zászlója

A kotava egy mesterséges nyelv, amely nemzetközi segédnyelvnek készült. Célja, hogy olyan nyelv legyen, aminek az elsajátítása a világon az összes ember számára egyenlően nehéz. A szókincse teljesen a priori, amit azt jelenti, hogy egyik szótő sem egy másik, már a nyelv létrejövetele előtt létező nyelvből való, hanem a "semmiből" hozták létre. A nyelv a latin ábécét használja alapvető írásrendszerként.

## Példa
Egy mondat a nyelven Budapestről:

„
Budapest tir kelu is lozolonafa widava ke Magyara tigisa iste patecta kenvoke Duna bostap.”